# 俺たちハタチ族 Part 2 〜冬のにおい
「俺たちハタチ族 Part 2 〜冬のにおい」（おれたちハタチぞくパート2　ふゆのにおい）は、日本のバンド・フラワーカンパニーズの3枚目のシングル。

## 解説
- 「俺たちハタチ族」シリーズ第2弾。前作より1ヶ月という早いスパンでのリリース。この3週間後には第3弾としてアルバムが発売。
- 当時のシングル形態としては珍しいマキシシングルで発売された。

## 収録曲
全作詞：鈴木けいすけ　全編曲：フラワーカンパニーズ
1. 冬のにおい (4:15)
作曲：竹安堅一・鈴木けいすけ
2. すきま風 (3:01)
作曲：グレートマエカワ・鈴木けいすけ

## 収録アルバム
- 俺たちハタチ族（#1）
- ヤングフラワーズ 〜Early FLOWER COMPANYZ（#1）
- Singles & More 〜Antinos Years（#1）
- 俺たちハタチ族＋9（#1, #2）
- フラカン入門（#1）